# Belomitra pourtalesii
Belomitra pourtalesii is een slakkensoort uit de familie van de Belomitridae. De wetenschappelijke naam van de soort is voor het eerst geldig gepubliceerd in 1881 door Dall.